# Sainte-Austreberthe, Pas-de-Calais
Sainte-Austreberthe är en kommun i departementet Pas-de-Calais i regionen Hauts-de-France i norra Frankrike. Kommunen ligger i kantonen Hesdin som tillhör arrondissementet Montreuil. År 2022 hade Sainte-Austreberthe 362 invånare.

## Befolkningsutveckling
Antalet invånare i kommunen Sainte-Austreberthe
| Referens: INSEE |